# شته گردو
شتهٔ گردو (نام علمی: Chromaphis juglandicola) نام یک گونه از خانواده شتگان از راسته نیم‌بالان است. این شته‌ها دارای بدنی نسبتاً دراز و پهن هستند. شاخک‌ها از قسمت زیرین چشم‌های مرکب خارج می‌شوند. خرطوم کوتاه و بال‌ها نسبتاً عریض هستند و اکثر دارای لکه‌های سیاه‌رنگ روی آن هستند.
گونه‌های این خانواده در روی گیاهان زندگی کرده و از آنها تغذیه می‌کنند. این حشرات با چالاکی بیشتری جهیده و در مسافت کوتاهی به پرواز اقدام می‌کنند. این حشرات در بیشتر نقاط دنیا از جمله ایران، ترکیه و روسیه انتشار دارند. این گونه در ایران با تغذیه از برگ و ساقه‌های درختان بید، تبریزی، مو، انجیر و گردو به باغات آسیب می‌رسانند.